# Mexico op de Olympische Winterspelen 1992
Mexico nam voor de vierde keer deel aan de Olympische Winterspelen tijdens de Olympische Winterspelen van 1992, die in Albertville (Frankrijk) werden gehouden.

## Deelnemers en resultaten

### Alpineskiën
| Olympiër                  | Discipline       | Resultaat | Prestatie                                                                                     |
| ------------------------- | ---------------- | --------- | --------------------------------------------------------------------------------------------- |
| Eduardo Ampudia           | super g (m)      | 87e       | 1.36,86 (+23,82)                                                                              |
| Eduardo Ampudia           | reuzenslalom (m) | 72e       | 2.47,60 (+40,62) 1.23,07+1.24,53                                                              |
| Jorge Eduardo Ballesteros | reuzenslalom (m) | dnf-1     | opgave run 1                                                                                  |
| Jorge Eduardo Ballesteros | slalom (m)       | dnf-2     | opgave run 2 1.03,85+dnf                                                                      |
| Íñigo Domenech            | super g (m)      | 85e       | 1.35,29 (+22,25)                                                                              |
| Juan-Carlos Elizondo      | slalom (m)       | 54e       | 2.41,79 (+57,40) 1.27,91+1.13,88                                                              |
| Hubertus von Hohenlohe    | afdaling (m)     | 38e       | 2.02,98 (+12,61)                                                                              |
| Hubertus von Hohenlohe    | super g (m)      | 70e       | 1.24,79 (+11,75)                                                                              |
| Hubertus von Hohenlohe    | combinatie (m)   | 36e       | 259,1 p. (+244,52) afdaling: 111,92 p. (1.55,95) slalom: 147,18 p. (2.07,13: 1.03,45+1.03,68) |
| Carlos Mier y Terán       | super g (m)      | dnf       | opgave                                                                                        |
| Carlos Mier y Terán       | reuzenslalom (m) | 65e       | 2.44,73 (+37,75) 1.22,24+1.22,49                                                              |
| Carlos Mier y Terán       | slalom (m)       | dnf-2     | opgave run 2 1.04,50+dnf                                                                      |
| German Sánchez            | reuzenslalom (m) | 79e       | 2.56,71 (+49,73) 1.27,29+1.29,42                                                              |
| German Sánchez            | slalom (m)       | dnf-1     | opgave run 1                                                                                  |
|                           |                  |           |                                                                                               |
| Veronica Ampudia          | reuzenslalom (v) | 44e       | 3.15,25 (+1.02,51) 1.38,05+1.37,20                                                            |
| Veronica Ampudia          | slalom (v)       | 42e       | 2.24,85 (+52,17) 1.16,45+1.08,40                                                              |
| Chus Cortina              | reuzenslalom (v) | 36e       | 2.47,04 (+34,30) 1.23,68+1.23,36                                                              |
| Chus Cortina              | slalom (v)       | 36e       | 2.07,13 (+34,45) 1.08,52+58,61                                                                |
| Sammantha Teuscher        | reuzenslalom (v) | 41e       | 3.02,68 (+49,94) 1.30,18+1.32,50                                                              |
| Sammantha Teuscher        | slalom (v)       | 40e       | 2.14,87 (+42,19) 1.11,04+1.03,83                                                              |

### Bobsleeën
| Olympiër                                                           | Discipline              | Resultaat | Prestatie                                                |
| ------------------------------------------------------------------ | ----------------------- | --------- | -------------------------------------------------------- |
| Roberto Tamés Miguel Elizondo                                      | 2-mansbob (m) Mexico I  | 41e       | 4.14,22 (+10,96) (1.03,46 / 1.03,88 / 1.03,42 / 1.03,46) |
| Jorge Tamés Carlos Casar                                           | 2-mansbob (m) Mexico II | 42e       | 4.14,63 (+11,37) (1.03,42 / 1.03,77 / 1.03,66 / 1.03,78) |
| Luis Adrián Tamés Ricardo Rodríguez Francisco Negrete Carlos Casar | 4-mansbob (m) Mexico I  | 28e       | 4.05,14 (+11,24) (1.00,97 / 1.01,36 / 1.01,30 / 1.01,51) |

### Kunstrijden
| Olympiër             | Discipline | Resultaat | Prestatie           |
| -------------------- | ---------- | --------- | ------------------- |
| Riccardo Olavarrieta | mannen     | 30e       | dnq (korte kür: 30) |
| Mayda Navarro        | vrouwen    | 29e       | dnq (korte kür: 29) |

### Langlaufen
| Olympiër        | Discipline                    | Resultaat | Prestatie                              |
| --------------- | ----------------------------- | --------- | -------------------------------------- |
| Roberto Alvárez | 10 km klassiek (m)            | 105e      | 40.28,5 (+12.52,5)                     |
| Roberto Alvárez | 30 km klassiek (m)            | 81e       | 2:01.28,1 (+39.00,3)                   |
| Roberto Alvárez | 50 km vrije stijl (m)         | 67e       | 3:09.04,7 (+1:05.23,2)                 |
| Roberto Alvárez | achtervolging 10 km+15 km (m) | 94e       | +29.36,3 (10 km:40.28 + 15 km:54.46,2) |

Algerije · Amerikaanse Maagdeneilanden · Andorra · Argentinië · Australië · België · Bermuda · Bolivia · Brazilië · Bulgarije · Canada · Chili · China · Chinees Taipei · Costa Rica · Cyprus · Denemarken · Duitsland · Estland · Filipijnen · Finland · Frankrijk · Gezamenlijk team · Griekenland · Groot-Brittannië · Honduras · Hongarije · Ierland · IJsland · India · Italië · Jamaica · Japan · Joegoslavië · Kroatië · Letland · Libanon · Liechtenstein · Litouwen · Luxemburg · Marokko · Mexico · Monaco · Mongolië · Nederland · Nederlandse Antillen · Nieuw-Zeeland · Noord-Korea · Noorwegen · Oostenrijk · Polen · Puerto Rico · Roemenië · San Marino · Senegal · Slovenië · Spanje · Swaziland · Tsjecho-Slowakije · Turkije · Verenigde Staten · Zuid-Korea · Zweden · Zwitserland